# Much
Much er en by i Tyskland i delstaten Nordrhein-Westfalen med cirka 15.000 indbyggere. Den ligger i kreisen Rhein-Sieg-Kreis, cirka 30 km nordøst for Bonn og 20 km sydvest for Gummersbach.